# اوفلیا ۱۷۱

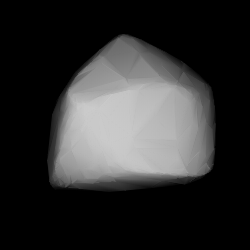
مدل سه‌بُعدی سیارک اوفلیا ۱۷۱ بر اساس منحنی نور آن

سیارک ۱۷۱ (به انگلیسی: 171 Ophelia) صد و هفتادمین سیارک کشف شده‌است که در ۱۳ ژانویه ۱۸۷۷ و در مارسی کشف شد.
قدر مطلق سیارک برابر ۸٫۳۱ است.